# Максим (Руберовский)
Епископ Максим (в миру Михаил Иванович Руберовский; 25 октября 1878, село Пестяки, Гороховецкий уезд, Владимирская губерния — 23 ноября 1937, Житомир) — епископ Русской православной церкви, епископ Полонский, викарий Волынской епархии.

## Биография
Родился 25 октября 1878 года в семье потомственных священнослужителей. Отец — Иван Алексеевич Руберовский, священник Успенской церкви села Пестяки Гороховецкого уезда. Мать — Мария Ивановна Руберовская (урождённая Троицкая), дочь предыдущего настоятеля пестяковского храма, Ивана Григорьевича Троицкого. Имел пять братьев.
В 1899 году окончил Владимирскую семинарию, после чего несколько лет служил учителем двухклассной церковно-приходской школы погоста Архангельский Гороховецкого уезда, а затем преподавал в народном двухклассном училище села Давыдово Владимирского уезда.
В 1910 году он подал прошение об увольнении с учительской должности и волонтёром поступил учиться в Московскую духовную академию.
В 1914 году пострижен в мантию и рукоположен в иеромонахи. В том же году окончил духовную академию со степенью кандидата богословия.
С 12 августа того же года — помощник смотрителя Житомирского духовного училища.
6 мая 1916 года награждён правом ношения наперсного креста.
С 28 декабря 1916 года — инспектор Волынской духовной семинарии. Служба иеромонаха Максима в семинарии продолжалась вплоть до её закрытия в 1921 году.
В 1923 году хиротонисан во епископа Полонского, викария Волынской епархии. Чин хиротонии совершил епископ Аверкий (Кедров) в сослужении с другими епископами Волыни.
Управление Житомирской епархией легло на плечи епископа Максима. На епархиальном съезде в конце февраля 1924 года значительная часть духовенства признала обновленческий Харьковский синод, но часть духовенства, в первую очередь, из братства протоиерея Аркадия Остальского не согласилась с этим решением и покинула собрание. Епископ Максим 25 января 1925 года писал в Губликвидком: «Я лично присоединился к резолюции меньшинства, отвергающего современное обновленчество и не признающее Харьковский обновленческий синод как высший орган церковной власти на Украине и, в частности, на Волыни, так как я сохраняю за собою права по управлению Волынской епархией, переданной мне епископом Аверкием перед отъездом из Житомира 6.XI. 1924 года, то в силу вышеизложенного считаю долгом донести до сведения Губликвидкома, что отныне я персонально, независимо от избранного съездом епархиального управления, если Бог благословит, буду управлять Волынской епархией, разумеется, в той части её, которая, держась со мною одинаковой религиозной ориентации, признает меня своим законным епископом и найдет необходимым обращаться ко мне по церковным делам».
Временно управлял Волынской епархией до 30 апреля 1925 года.
С марта 1927 по март 1928 года проживал в Харькове без права выезда.
Сохранилось письмо епископа Максима от 13 (26) октября 1927 года к Заместителю Патриаршего Местоблюстителя митрополиту Нижегородскому Сергию (Страгородскому) по поводу нового церковного курса, осуществляемого Заместителем в связи с изданной им Декларацией от 16 (29) июля 1927 года. В письме епископ Полонский Максим полностью поддерживает новый церковный курс на легализацию, то есть установление «добрых нормальных отношений Православной Церкви со властью при условиях переживаемого времени».
12 августа 1928 года епископа Максима административно выслали на Урал в Берездов на три года на три года, за то что он «примыкал к тихоновскому движению и занимался антисоветской агитацией». В ссылке за «антисоветскую агитацию» ему продлили срок ещё на три года. По версии следствия, в Любарском, Чудновском и других районах Житомирской области действовала организация, имевшая два направления: одно за Украинскую Народную Республику во главе с Вдовиченко, и другое, русское — за создание «Единой Неделимой России» с конституционно-демократическим строем, которое возглавлял некий Николай Панкевич, давший показания на епископа. По его свидетельству, «епископ Максим делал нелегальные собрания в доме священника Голубовича, а потом в доме Петрука и говорил, что нужно всеми силами возбуждать в народе враждебное отношение к советской власти и не подчиняться обновленческому Харьковскому синоду» и т. д.
Отбыв наказание, в июле 1935 года вернулся Житомирскую епархию. Поселился на квартире священника Анатолия Скалозубова, в комнате, которую уже снимал архимандрит Спиридон (Лукич), в прошлом насельник Почаевской лавры. К ним поселился ещё один монах, и они жили вместе, разделив комнату ширмой. При этом епископ Максим принимал ежедневно посетителей из Житомира и окрестных деревень. Епископ Максим по сути руководил Волынской епархией, так как архиепископ Житомирский Филарет (Линчевский) жил в Киеве. За советами по церковным вопросам к нему приезжали и из других городов.
7 сентября 1937 года оперуполномоченный IV отдела НКВД Житомира лейтенант В. М. Камраз (1904—1941) выписал постановление об аресте группы антисоветски настроенных священнослужителей, которые объединились вокруг вернувшегося из ссылки в родную епархию епископа Максима (Руберовского). В «Постановлении» было сказано, что епископ Максим и те, кто сгруппировался вокруг него, «проводят организованную контрреволюционную работу, направленную против всех мероприятий советской власти, внедряют населению пораженческие настроения и искажают Сталинскую Конституцию».
13 сентября 1937 года епископ Максим был арестован в своей квартире. При обыске ничего особенного, кроме нескольких золотых монет царской чеканки и священнических облачений у него не нашли. В тот же день состоялся первый и единственный допрос. На допросе епископ Максим держался мужественно и категорически отрицал все обвинения следствия.
Расстрелян 23 ноября 1937 года в Житомире. Расстрелян вместе с 200-ми человек духовенства Волыни. Похоронен на Смоленском кладбище Житомира.

## Семья
- Отец — Иван Алексеевич Руберовский, священник
- Мать — Мария Ивановна Руберовская (Троицкая), дочь священника

братья:
- Алексей Иванович Руберовский — священник в селе Взорново Шуйского уезда. Осужден на «десять лет без права переписки» в 30-х годах XX века. Умер от разрыва сердца в лагере под Сосьвой на Северном Урале (1864—193…).
- Николай Иванович Руберовский — священник в селе Нижний Ландех Гороховецкого уезда (1870 — 1.09.1907).
- Иван Иванович Руберовский — унаследовал место отца и служил в пестяковском храме. На его содержании жил брат Евгений, который был слабоумным. Расстрелян в подвале храма вместе с другими священно служителями (священники Александр Гиляревский, Василий Сиротинский, Василий Юницкий, псаломщики Михаил Сиротинский, Михаил Шалыгин, дьякон Иван Ладин) в 30-е годы XX века (р. ок. 1874—193…)
- Михаил
- Евгений
- Ксенофонт Иванович Руберовский — инженер-конструктор, кораблестроитель (1886—1938)